# Plazac

Plazac este o comună în departamentul Dordogne din sud-vestul Franței. În 2009 avea o populație de 725 de locuitori.

## Evoluția populației
| An        | 1975 | 1982 | 1990 | 1999 | 2006 | 2009 |
| --------- | ---- | ---- | ---- | ---- | ---- | ---- |
| Populație | 427  | 502  | 543  | 577  | 686  | 725  |